# Autotomía

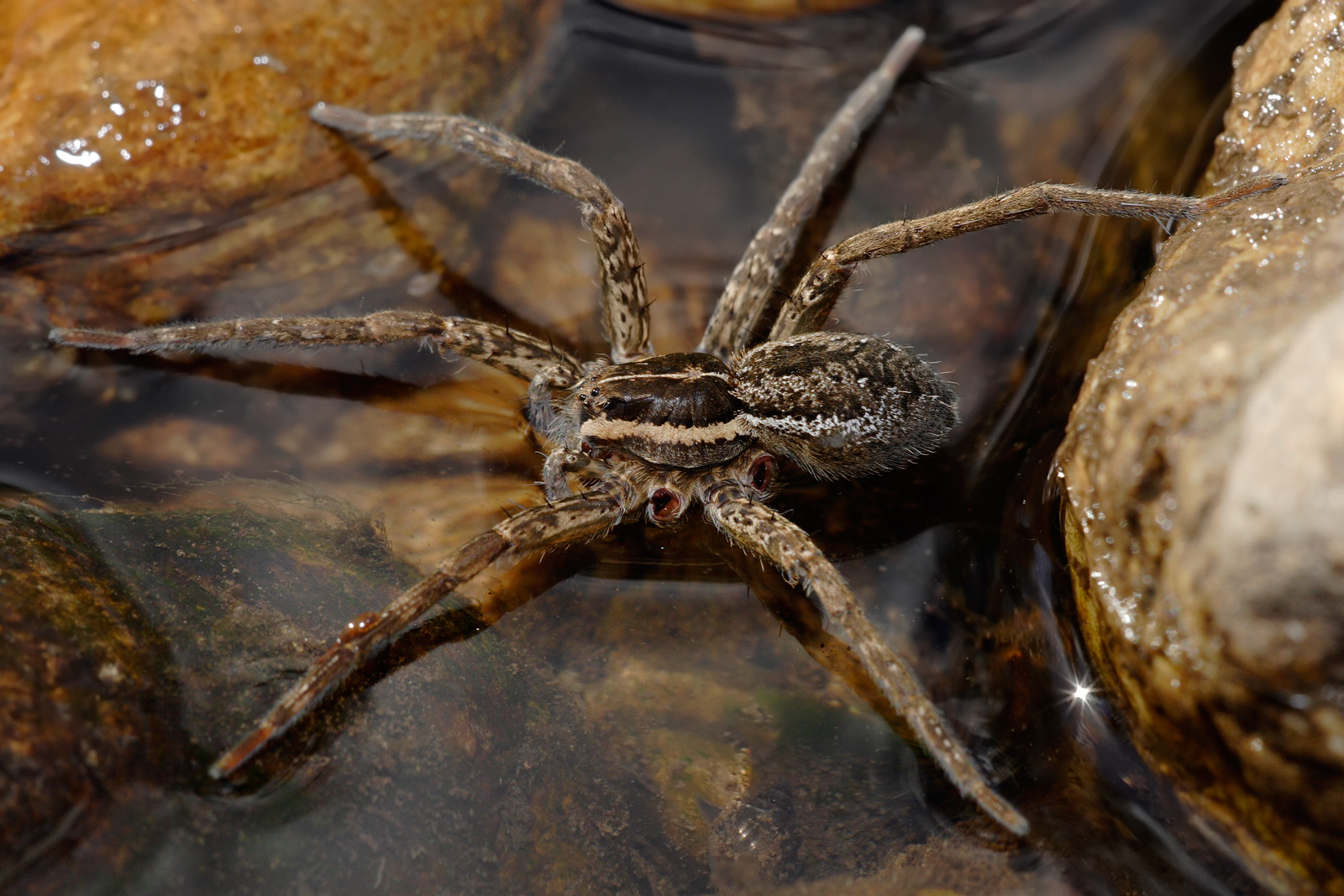
Una araña Dolomedes australiana, tras haberse desprendido de dos patas

La autotomía (del griego antiguo αὐτο, «a sí mismo», y τομία, «cortar») o autoamputación es la mutilación espontánea que efectúan sobre sí mismos algunos animales para escapar de potenciales depredadores. Por ejemplo, ciertas lagartijas y salamandras pueden separar un segmento importante de su cola que, en ciertos casos, vuelve a crecer.

## Principio
Se trata de una estrategia de defensa que consiste en desprenderse voluntariamente de una parte no vital de su cuerpo (en general la cola, aunque también puede ser un miembro, la piel...) con el fin de escapar de un depredador. La pérdida se produce cuando el depredador ya ha agarrado la parte del cuerpo (entonces trata de liberarse para huir) o antes de un ataque con el fin de distraer. En general, el miembro abandonado permanece agitándose con movimientos reflejos, dando una ilusión de vida y distrayendo al depredador.
Se ha descrito en numerosas especies de invertebrados y vertebrados.
No confundir con autopsalisis. La autopsalisis requiere una intervención psítica por parte del animal. En la autopsalisis, el miembro no se desprende espontáneamente, sino que requiere la acción de las mandíbulas del depredador para que se separe el miembro.

## Biología

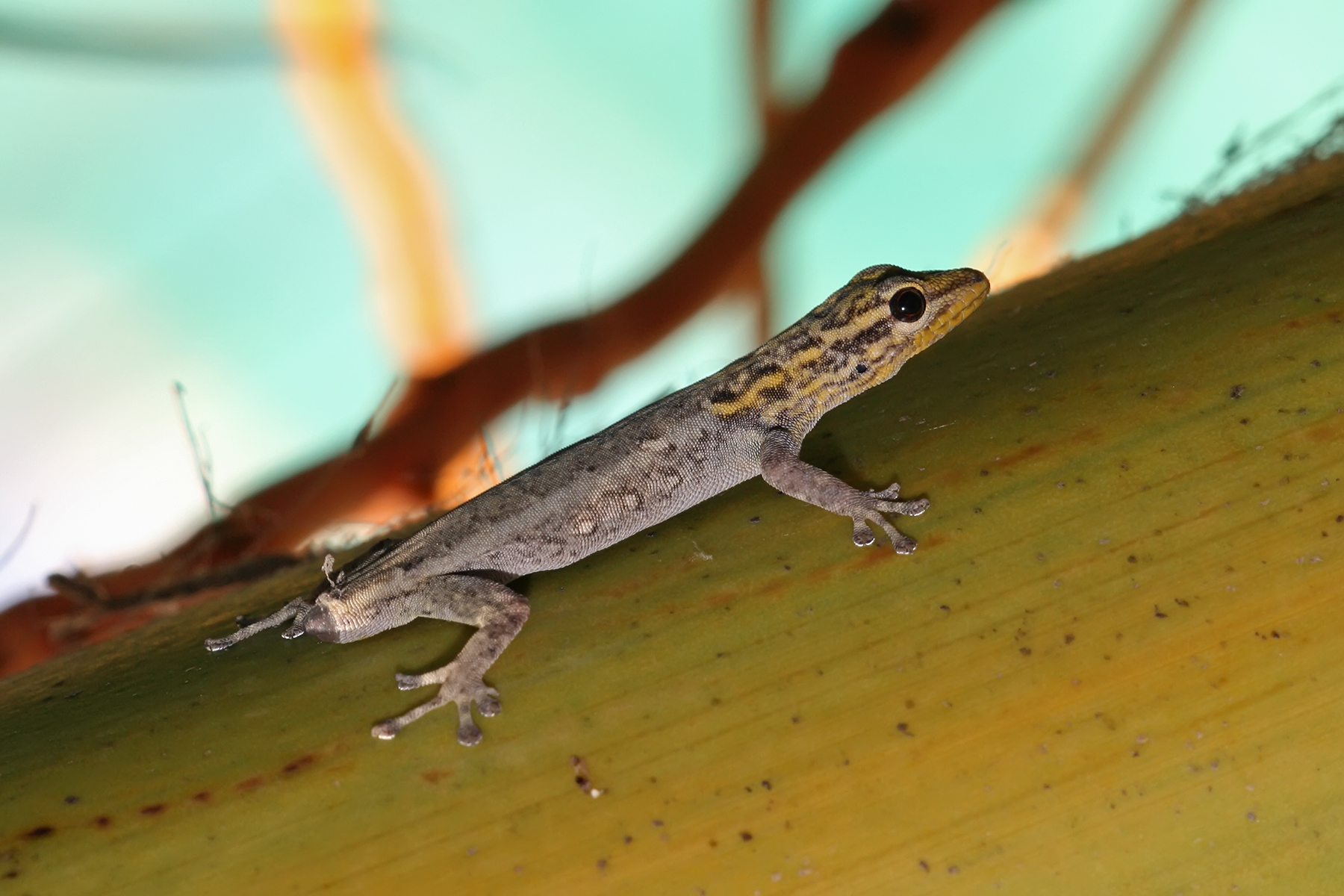
Un gecko enano de cabeza blanca que ha perdido su cola por autotomía.

El miembro se separa en general de lugares preestablecidos de la anatomía del animal. En su mayoría, se trata de articulaciones de la cola o de los miembros. Los músculos especializados permiten romper la articulación y sellan los distintos conductos para evitar la pérdida de fluidos corporales (en particular la sangre). Según la especie, la parte abandonada puede volver a crecer. Esta capacidad no es siempre perfecta y los miembros “rebrotados” son a menudo inferiores a los originales (colores diferentes, tamaño reducido, menor movilidad, cola duplicada en algunos reptiles). Además la capacidad para volver a regenerar el miembro se deteriora con el número de crecimientos.